# Nymphopsis anarthra
Nymphopsis anarthra is een zeespin uit de familie Ammotheidae. De soort behoort tot het geslacht Nymphopsis. Nymphopsis anarthra werd in 1928 voor het eerst wetenschappelijk beschreven door Loman. 